# Paternae
Paternae (lat.: unserer „väterlichen“ Sorge) ist eine Enzyklika von Papst Leo XIII., die er am 18. September 1899 veröffentlichte und mit der er sich an das brasilianische Episkopat wandte. Er beschreibt die „Ausbildung der Kleriker in Brasilien“.

## Gründung von Priesterseminaren
Eingangs bringt er die Enzyklika „Litteras a vobis“ (1894) über den Klerus in Brasilien in Erinnerung und bringt seine Freude zum Ausdruck, dass in Brasilien die Anzahl der Priesterseminare zugenommen habe. Nach diesen erfolgreichen Anfängen sei es nun an der Zeit, für die Priesterseminaristen eigene und getrennte Häuser zu errichten, in denen sie wohnen und mit eigenen Regeln und Gesetzen leben sollten. Als Grundlage empfehle er die Regeln des Heiligen Karl Borromäus und verweist auf die Priesterseminare in Europa. Er fordert die brasilianischen Bischöfe auf, das europäische System zu übernehmen, um den Schutz der jungen Geistlichen durch ein entsprechendes Gesetz zu verbessern.

## Presse und Verwaltung des Staates
Leo XIII. fordert, die Gestaltung und Verteilung von katholischen Zeitschriften zu forcieren, der Stil solle schärfer werden und der literarische Ausdruck solle geweckt werden. Darüber hinaus müsse aber auch der Versuch unternommen werden mehr Katholiken zu Staatsämtern zu verhelfen, denn mehr als das geschriebene Wort sei das gesprochene Wort dienlich. Aber, so sagt er auch, sollen Staatsämter klugerweise gewonnen werden. Der Papst lehnt eine aktive Teilnahme von Priestern in den Parteien ab und begründet dieses damit, dass es würdelos sei, wenn sich Kleriker am politischen Kampf beteiligen und durch ihre Verwaltung des Staates zu Aufruhr und Uneinigkeit aufrufen würden, zudem würde es auch der priesterlichen Autorität schaden.

## Finanzielle Unterstützung
Die Ausbildung der jungen Priester dürfte nicht an finanziellen Nöten scheitern, deshalb solle zunächst jede Diözese einen eigenen Fonds einrichten, mit dem die Priesterausbildung finanziert werden solle. Des Weiteren regt der Papst einen Finanzausgleich zwischen Nord- und Südamerika an und fordert jedoch zunächst die Eigenfinanzierung durch die Katholiken in Brasilien an, sie müsse vorrangig vor allen anderen Finanzierungsmaßnahmen vorangetrieben werden.